# École de photographie de Tokyo
L'école de photographie de Tokyo (東京綜合写真専門学校, Tōkyō Sōgō Shashin Senmon-Gakkō) est fondée dans le quartier de Nakano à Tokyo en 1958 sous le nom d'école de photo de Tokyo (東京フォトスクール). Son nom actuel date de 1960. Durant les années 1960, elle fut déplacée dans le quartier de Hiyoshi (en) à Yokohama où elle fut renommée.
Parmi les diplômés se trouvent : Tadasuke Akiyama, Takanobu Hayashi, Eiji Ina, Norio Kobayashi, Shisei Kuwabara, Seiichi Motohashi, Kishin Shinoyama, Shinzō Hanabusa, Bishin Jumonji, Osamu Kanemura, Satoshi Kuribayashi, Mitsugu Ōnishi, Issei Suda, Akihide Tamura, Hiromi Tsuchida et Kanendo Watanabe.